# Marcos da Cunha Peixoto
Marcos da Cunha Peixoto foi um político brasileiro do estado de Minas Gerais. Foi deputado estadual de Minas Gerais durante a 10ª legislatura (1983 - 1987), pelo PDS.

Marcos Peixoto foi também prefeito do município de Salto da Divisa, no Vale do Jequitinhonha.